# Agim
Agim  è un nome proprio di persona albanese maschile.

## Origine e diffusione
Riprende il termine albanese agim, che vuol dire "alba"; ha pertanto lo stesso significato dei nomi Alba, Aurora, Dawn, Anatolio, Rossana, Hajna, Aušra e Zora.

## Onomastico
Il nome non è portato da alcun santo, quindi è adespota; l'onomastico si può eventualmente festeggiare il 1º novembre in occasione di Ognissanti.

## Persone
- Agim Bubeqi, calciatore albanese
- Agim Cana, calciatore albanese
- Agim Canaj, calciatore e allenatore di calcio albanese
- Agim Çeku, politico kosovaro
- Agim Gruda, allenatore di pallacanestro albanese naturalizzato italiano
- Agim Ibraimi, calciatore macedone
- Agim Meto, calciatore albanese
- Agim Nebi, pittore e decoratore albanese
- Agim Paja, ciclista su strada e ciclocrossista albanese
- Agim Shabani, calciatore norvegese
- Agim Zeka, calciatore albanese